# Zavrajié (raïon de Kady)
Pour les articles homonymes, voir Zavrajié.
Zavrajié est un village du raïon de Kady (en) (oblast de Kostroma, en Russie). 
C'est à Zavrajié qu'est né le réalisateur et scénariste soviétique Andreï Tarkovski.